# Molotra katarinae
Molotra katarinae is een spinnensoort in de familie van de dwergcelspinnen (Oonopidae). De spin behoort tot het geslacht Molotra. De wetenschappelijke naam van de soort werd voor het eerst geldig gepubliceerd in 2011 door Ubick & Griswold.
De soort is endemisch in Madagaskar. De soort komt voor in de regio Alaotra-Mangoro en leeft op een hoogte van rond de 1070 meter.
Mannetjes hebben een gemiddelde lengte van 2,02 millimeter en de vrouwtjes hebben een gemiddelde lengte van 2,30 millimeter.